# Moondance
Moondance je třetí sólové studiové album irského písničkáře Van Morrisona, vydané v únoru roku 1970. V žebříčku časopisu Billboard se umístilo na 29. příčce. Singl „Come Running“ / „Crazy Love“ se umístil na místě 39. V roce 1977 potom ještě dodatečně vyšel singl „Moondance“ / „Cold Wind in August“ – ten se umístil na 92. místě. V žebříčku 500 nejlepších alb všech dob časopisu Rolling Stone se album umístilo na 66. místě a v roce 1999 bylo album zařazeno do Grammy Hall of Fame Award.

## Seznam skladeb
Všechny skladby napsal Van Morrison.
| Strana 1 (LP) | Strana 1 (LP)    | Strana 1 (LP) |
| Pořadí        | Název            | Délka         |
| ------------- | ---------------- | ------------- |
| 1.            | And It Stoned Me | 4:30          |
| 2.            | Moondance        | 4:35          |
| 3.            | Crazy Love       | 2:34          |
| 4.            | Caravan          | 4:57          |
| 5.            | Into the Mystic  | 3:25          |

| Strana 2 (LP) | Strana 2 (LP)       | Strana 2 (LP) |
| Pořadí        | Název               | Délka         |
| ------------- | ------------------- | ------------- |
| 1.            | Come Running        | 2:30          |
| 2.            | These Dreams of You | 3:50          |
| 3.            | Brand New Day       | 5:09          |
| 4.            | Everyone            | 3:31          |
| 5.            | Glad Tidings        | 3:13          |

## Obsazení
- Van Morrison – zpěv, kytara, harmonika, tamburína
- Jack Schroer – altsaxofon, sopránsaxofon
- Collin Tilton – flétna, tenorsaxofon
- Jef Labes – klavír, varhany, clavinet
- John Platania – kytara
- John Klingberg – baskytara
- Gary Mallaber – bicí, vibrafon
- Guy Masson – konga
- Emily Houston – vokály v pozadí
- Judy Clay – vokály v pozadí
- Jackie Verdell – vokály v pozadí